# Getijstroom

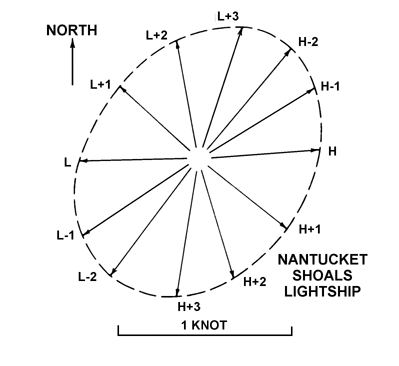
Elliptische stroomroos van roterende getijstroom

Getijstroom of tijstroom is een horizontale waterbeweging die optreedt onder invloed van de getijden. Een getijstroom is daarom een periodiek wisselende stroom, in tegenstelling tot de niet periodiek wisselende zeestromen. Analoog aan het getij is er onderscheid te maken tussen dubbeldaagse, enkeldaagse en onregelmatig periodische getijstromen.
Midden op zee draait de stroomrichting door de aardrotatie continu rond. Op het noordelijk halfrond is dit met de klok mee, op het zuidelijk halfrond is dit de andere kant op. Dit is uit te zetten in een stroomroos waarbij de richting en snelheid voor elk uur worden uitgezet met vectoren. Langs de kust, in zeestraten en in riviermondingen, is de stroomrichting door deze beperkingen afwisselend tegengesteld. De stroomrichting draait om tijdens de kentering of stil water, waarbij er enige tijd (in de orde van minuten) geen stroming is. De kentering valt niet noodzakelijk samen met hoog- of laagwater. In gebieden met een staande getijgolf, zoals estuaria, kan een netto-stroom bestaan, waardoor de kentering verschuift ten opzichte van het moment van hoog- of laagwater. Op open zee valt het moment van minimale stroming (horizontale verplaatsing van het water) theoretisch juist tussen hoog- en laagwater in. De stroming dicht bij de kust, in estuaria en in riviermondingen is over het algemeen sterker dan die midden op zee en kan zelfs oplopen tot 15 knopen, zoals in Seymour Narrows en Skookumchuck Narrows in Brits-Columbia en zelfs tot 20 knopen in Saltstraumen in Noorwegen. Tijdens springtij is de getijstroom doorgaans sterker, tijdens doodtij minder sterk.
Omdat bij navigatie van schepen rekening met de stroming gehouden moet worden, zijn er voor de kustgebieden speciale stroomatlassen beschikbaar waarin per uur de stroomrichting en -snelheid staan aangegeven. De uren zijn hierbij aangegeven als uren voor en na hoogwater op een bepaald referentiepunt. Voor de Nederlandse stroomatlassen zijn Vlissingen, Hoek van Holland, Harlingen en Delfzijl dergelijke referentiepunten.